# Microdus rubrisetus
Microdus rubrisetus är en bladmossart som beskrevs av Edwin Bunting Bartram 1955. Microdus rubrisetus ingår i släktet Microdus och familjen Dicranaceae. Inga underarter finns listade i Catalogue of Life.